# Saint-Gondon
Saint-Gondon – miejscowość i gmina we Francji, w Regionie Centralnym, w departamencie Loiret. Nazwa miejscowości pochodzi od imienia św. Gundolfa.
Według danych na rok 1990 gminę zamieszkiwało 778 osób, a gęstość zaludnienia wynosiła 35 osób/km² (wśród 1842 gmin Regionu Centralnego Saint-Gondon plasuje się na 500. miejscu pod względem liczby ludności, natomiast pod względem powierzchni na miejscu 586.).